# 80 세계 복음화 대성회
'80 세계 복음화 대성회는 1980년 8월 12일부터 8월 15일까지 서울 여의도 5. 16 광장 (현. 여의도공원)에서 열린 한국 오순절교의 부흥 대성회이다.

## 과정
- 1978년 8월 14일부터 8월 18일까지 오관석 목사를 준비위원장으로 하는 <80년 세계 복음화 대성회 준비위원회>의 주관으로 장충체육관에서 '80년 세계 복음화 대성회를 위한 78년 단합 부흥회'가 개최되었다. 대회장에는 강신명 목사가 임명되었다.
- 1979년 6월 26일부터 7월 1일까지 '80년 세계 복음화 대성회를 위한 국제 단합 대회가 로스엔젤레스 국제대학생선교회 본부에서 개최되었다. 세계 각 국에서 1,000명의 교역자와 성도가 참여하였고, 우리나라에서도 300명의 교역자와 성도가 참여하였다. 홍보 담당 장시화 목사는 4월 17일 동아일보를 통해 국내 참가 희망자를 신청받겠다고 발표하였다. 지난 1974년 엑스폴로 74를 통해 큰 기적을 본 김준곤 목사는 이번 대성회에서 한국측 준비위원회 위원장으로 선임되었다.
- 1979년 10월 13일부터 매일 이번 대성회에서 대회장으로 임명된 김창인 목사의 메시지로 매일 동아일보에 홍보 광고가 게재되었다.
- 1979년 11월 9일, 김준곤 목사를 위원장으로 하는 총력 전도 준비 위원회의 주관으로 롯데호텔에서 '장로 조찬기도회'가 개최되었다.
- 1979년 11월 10일, 동 위원회의 주관으로 롯데호텔에서 '서울 각 교회의 부녀 지도자 대표 오찬기도회'가 개최됨과 동시에 '나라를 위한 합심 기도회'와 '80 세계 복음화 대성회를 위한 설명회'도 같이 개최되었다.
- 1979년 11월 15일 김창인 목사는 이번 대성회의 목표 5가지를 3일간 동아일보에 게시하였다.
  - (1) 주님의 지상 명령 성취
  - (2) 한 국가 단위의 전도 모델화
- 1979년 11월 16일
  - (3) 모든 교회 교인 수의 배가 직접 참여하는 모든 교회의 교인 수를 1980년 8월까지 배가시키는 일
  - (4) 민족 복음화의 성취
- 1979년 11월 17일
  - (5) 한국 주도의 세계 선교 계기 마련
- 1979년 11월 27일 '80 세계 복음화 대성회 소속 사랑의 헌혈 운동본부 및 한국대학생선교회 김양환 목사 등 3명의 일행이 서울시청을 방문하여 정상천 시장에게 헌혈증서 407장을 전달하였다.
- 1980년 2월 6일 횃불회와 한국기독교선교원의 후원으로 <구국 비상 회개 금식 기도 운동>이 "700만 성도에게 호소합니다"라는 전단 광고를 동아일보에 게시함
- 1980년 2월 29일 오후 7시, '80 세계 복음화 대성회의 주최로 세종문화회관 대공연장에서 <명성가 (名聖歌)에의 초대> 음악회를 열었다.
- 1980년 4월 13일 오후 3시, 한국대학생선교회 강당에서 '서울시 청장년 기도회'가 개최되었다.
- 1980년 5월 12일 오후 6시, 한국대학생선교회 강당에서 대학생 복음화 분과위원회의 주최로 '대학생 총력 전도 준비 대회'가 열렸다.
- 1980년 5월 15일부터 5월 17일까지 한국대학생선교회 강당에서 '유년 주교 절대 배가 교사 강습회'가 개최되었다.
- 1980년 5월 19일부터 5월 22일까지 한국대학생선교회 강당에서 '대학생 전도 요원 훈련 강습회'가 개최되었다.
- 1980년 6월 23일 '80 세계 복음화 대성회는 한국전쟁 30주년을 맞이하여 6월 26일까지 경기도 가평군의 한얼산 기도원에서 비상 회개 금식 기도회를 열었다.
- 1980년 7월 4일 감람산 기도원에서 '성령의 충만을 받으라'는 주제로 심령 대부흥성회가 개최되었다.
- 1980년 7월 21일 '80 세계 복음화 대성회 준비위원회는 여름철 혈액 부족을 해결하고자 서울특별시청 앞 지하도에 헌혈의 집을 개설하였다.
- 1980년 7월 30일 '80 세계 복음화 대성회 준비위원회와 서울 반석교회의 공동 주최로 해운대 해변 음악 전도대회가 7월 31일까지 매일 오후 7시에 열림
- 1980년 7월 31일 서울시는 이 대회의 인파에 맞춰 22개의 시내 버스 노선을 변경하는 등 운행을 조정하였다.
- 1980년 8월 9일 내무부는 복음 대성회가 열리는 8월 12일부터 8월 16일까지 여의도에 한 해 통행금지를 해제하기로 하였다.
- 1980년 8월 11일 오후 2시,'80 세계 복음화 대성회 준비위원회는 롯데호텔에서 '세계 복음화 대성회 개최 기념 축하 리셉션'을 열었다.

## 성회 기간 중 세미나 (1980년 8월 12일 ~ 8월 15일)
| 모임명                        | 장소                   | 시간                |
| ----------------------------- | ---------------------- | ------------------- |
| 고등학생 수련회               | 장충체육관             | 종일                |
| 전국 유년 주교 교사 세미나    | 광림교회               | 오전 9시 ~ 오후 4시 |
| 부녀 지도자 세미나            | 유관순 기념관          | 오전 9시 ~ 오후 1시 |
| 목회자 세미나                 | 영산교회               | 오전 9시 ~ 오후 1시 |
| 평신도 특수그룹 지도자 세미나 | 전경련 회관 국제회의장 | 오전 9시 ~ 오후 1시 |
| 국제 부녀 수련회              | 전경련 회관 중회의실   | 오전 9시 ~ 오후 1시 |
| 신학 핵심 문제 강의           | 전경련 회관 국제회의장 | 오후 2시 ~ 오후 5시 |
| 창조냐? 진화냐? 세미나        | 대학생선교회 강당      | 오후 2시 ~ 오후 5시 |
| 여교역자 수련회               | 정동교회               | 오전 9시 ~ 오후 1시 |
| 국제 청장년 합숙 수련회       | 문화체육관             | 8월 11일 ~ 8월 16일 |
| 국제 대학생 합숙 수련회       | 여의도 순복음 중앙교회 | 8월 11일 ~ 8월 16일 |
| 외국인 목회자 세미나          | 전경련회관 국제회의장  | 오전 9시 ~ 오후 1시 |

## 기록
- 대성회에 사용될 스피커만 120개가 투입되었다.
- 임시 공중 화장실이 250개가 설치되었다.
- 공중 전화 20개가 설치되었다.
- 1,200명을 수용할 수 있는 로열박스석이 마련되었다.
- 30개의 조명등이 설치되었다.
- 10만 여명 분의 식사를 준비할 수 있는 다단식 찜솥 100조가 투입되고 컨베이어 시설이 설치되었다.

## 임원 및 강사

### 임원
- 명예대회장 : 한경직 목사
- 대회장 : 황재경 목사
- 대회장 : 김창인 목사
- 대회장 : 김정호 목사
- 대회장 : 김종대 목사
- 대회장 : 박대선 목사
- 대회장 : 김준곤 목사